# Punk in Drublic
《Punk in Drublic》은 미국의 펑크 록 밴드 NOFX의 다섯 번째 스튜디오 음반이다. 1994년 7월 19일, 에피타프 레코드를 통해 발매되었다. 제목은 "Drunk in Public"의 스푸너리즘이다.

## 배경
《Punk in Drublic》은 《빌보드》 히트시커즈 차트에서 12위로 정점을 찍은 NOFX의 현재까지 가장 성공적인 음반이다. 이 음반은 긍정적인 평가를 받았고 이제 팬과 비평가 모두에게 고전 펑크 음반으로 여겨진다. 발매된 지 6년 만에 미국에서 50만 장 이상의 판매를 기록한 밴드의 유일한 골드 레코드가 되었다. 전 세계적으로 이 음반은 100만 장 이상이 팔렸다.

## 평가
| 전문가 평가                   | 전문가 평가 |
| 평가 점수                     | 평가 점수   |
| 출처                          | 점수        |
| ----------------------------- | ----------- |
| AllMusic                      | [ 7 ]       |
| Punk Planet                   | Favorable   |
| The Rolling Stone Album Guide | [ 8 ]       |
| The Village Voice             | A−          |

올뮤직의 스티븐 토마스 얼와인은 이 음반에 별 4.5개를 수여하며 "4인조는 핵심에서 접근 방식을 전혀 바꾸지 않았고, 그들은 무겁고 속도가 빠르며 훅을 의식하는 포스트 하드코어 펑크 그룹으로 남아 있지만 그들의 공격과 마찬가지로 작곡이 향상되었다"라고 말한다.

## 곡 목록
모든 곡들은 특별한 언급이 없는 한 팻 마이크에 의해 작사/작곡하였다.
| #   | 제목                        | 작사·작곡         | 재생 시간 |
| --- | --------------------------- | ----------------- | --------- |
| 1.  | 〈Linoleum〉                |                   | 2:10      |
| 2.  | 〈Leave It Alone〉          | 마이크, 에릭 멜빈 | 2:04      |
| 3.  | 〈Dig〉                     |                   | 2:16      |
| 4.  | 〈The Cause〉               |                   | 1:37      |
| 5.  | 〈Don't Call Me White〉     |                   | 2:33      |
| 6.  | 〈My Heart Is Yearning〉    |                   | 2:23      |
| 7.  | 〈Perfect Government〉      | 마크 커리         | 2:06      |
| 8.  | 〈The Brews〉               |                   | 2:40      |
| 9.  | 〈The Quass〉               |                   | 1:18      |
| 10. | 〈Dying Degree〉            |                   | 1:50      |
| 11. | 〈Fleas〉                   |                   | 1:48      |
| 12. | 〈Lori Meyers〉             |                   | 2:21      |
| 13. | 〈Jeff Wears Birkenstocks〉 |                   | 1:26      |
| 14. | 〈Punk Guy〉                |                   | 1:08      |
| 15. | 〈Happy Guy〉               |                   | 1:58      |
| 16. | 〈Reeko〉                   |                   | 3:05      |
| 17. | 〈Scavenger Type〉          |                   | 7:12      |

## 인증
| 국가                       | 인증 | 판매량/출하량 |
| -------------------------- | ---- | ------------- |
| 미국 (RIAA)                | 골드 | 500,000^      |
| ^출하량을 기반으로 한 인증 |      |               |